# Intel740

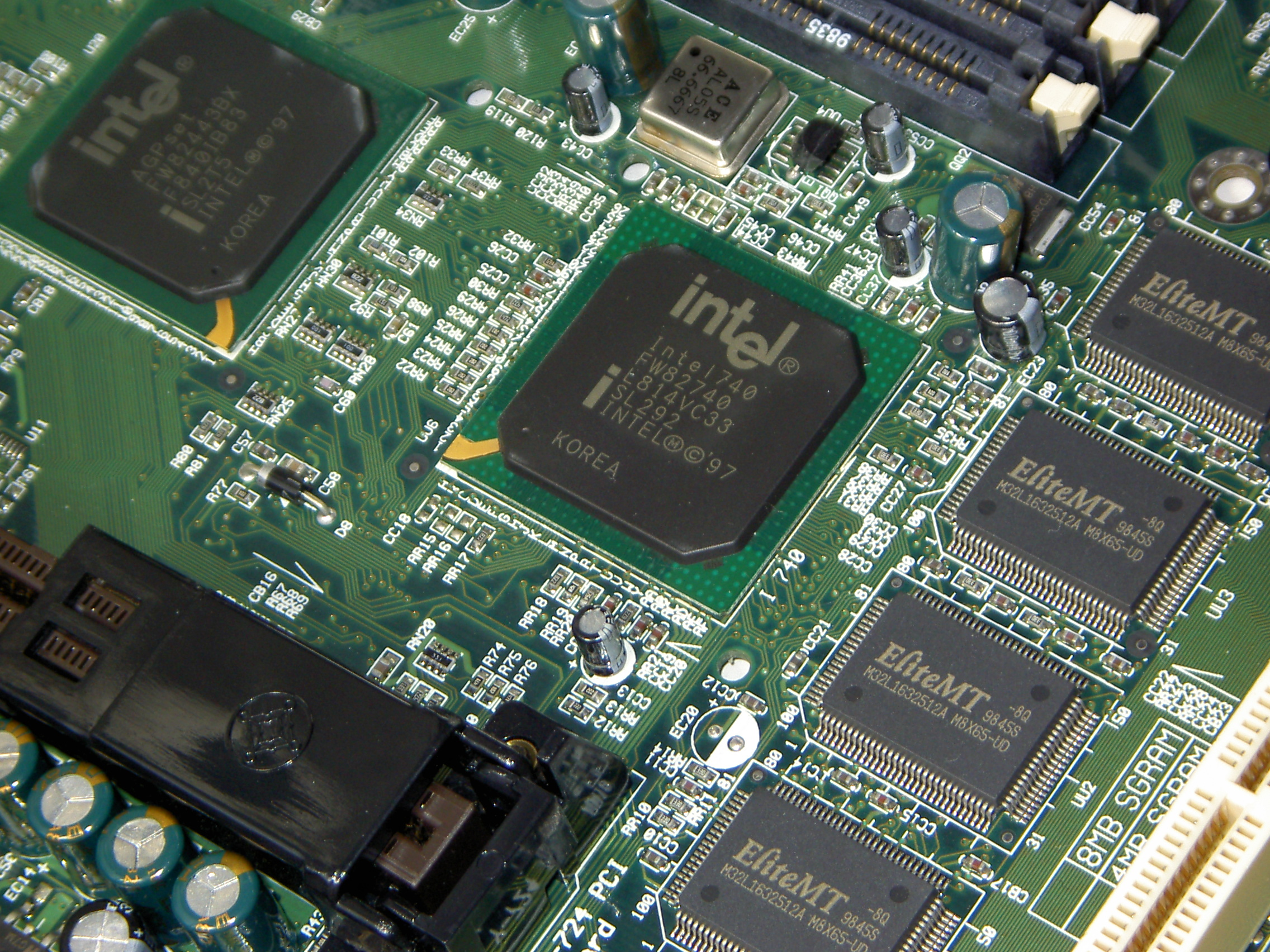
Una placa base amb Intel i740

L'Intel740, o i740 (nom en codi Auburn), és una unitat de processament gràfic de 350 nm que utilitza una interfície AGP publicada per Intel el 12 de febrer de 1998. Intel esperava utilitzar l'i740 per popularitzar l'Accelerated Graphics Port, mentre que la majoria de venedors de gràfics encara utilitzaven PCI. Llançat a gran ritme, l'i740 va demostrar tenir un rendiment decebedor en el món real, i es va enfonsar després de només uns mesos al mercat. Una part de la tecnologia va viure en forma d'Intel Extreme Graphics, i el concepte d'un processador de gràfics produït per Intel viu en forma d'Intel Graphics Technology i Intel Arc.

## Història
L'i740 té una història llarga que comença a GE Aerospace com a part dels seus sistemes de simulació de vol, destacada per la construcció del Visual Docking Simulator del Projecte Apollo que es va utilitzar per entrenar els astronautes d'Apollo per atracar el mòdul de comandament i el mòdul lunar. GE va vendre els seus interessos aeroespacials a Martin Marietta el 1992, com a part de la reducció agressiva de Jack Welch de GE. El 1995, Martin Marietta es va fusionar amb Lockheed per formar Lockheed Martin.
El gener de 1995, Lockheed Martin va reorganitzar les seves divisions i va formar Real3D per a aportar la seva experiència en 3D al mercat civil. Real3D va tenir un pinzell primerenc amb èxit, proporcionant chipsets i disseny general a Sega, que el va utilitzar en diversos taulers de jocs arcade, el Model 2 i el Model 3. També van formar un projecte conjunt amb Intel i Chips and Technologies (posteriorment comprat per Intel) per produir acceleradors 3D per al mercat de PC, sota el nom en clau Auburn.

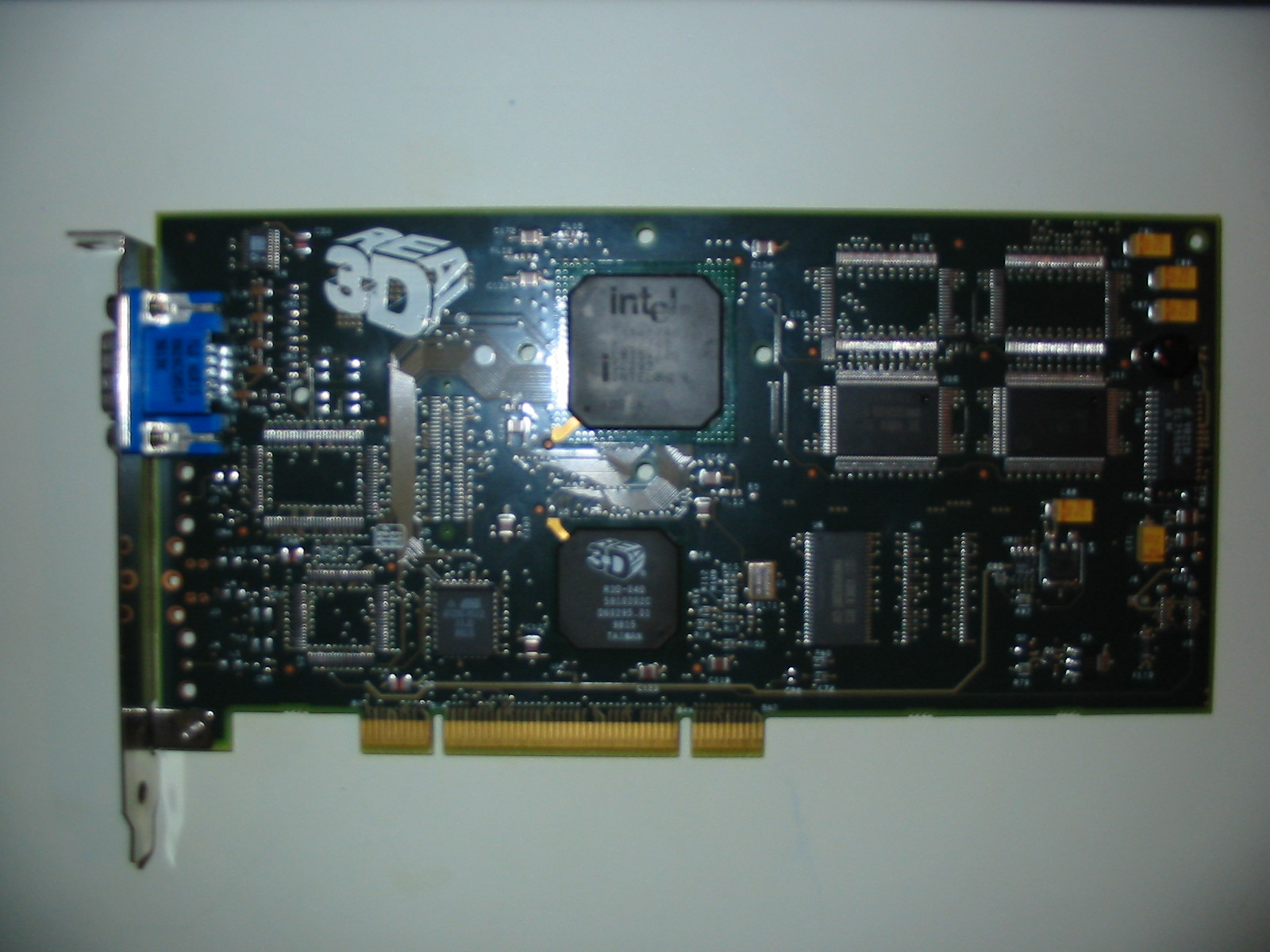
Una targeta de vídeo Intel740 PCI de Real3D

Auburn va ser dissenyat específicament per aprofitar la interfície AGP, durant l'època en què molts acceleradors 3D competidors (en particular, 3dfx Voodoo Graphics) encara utilitzaven la connexió PCI. Una característica única, que va diferenciar la versió AGP de la targeta d'altres dispositius similars del mercat, va ser l'ús de la memòria integrada exclusivament per a la memòria intermèdia de la pantalla, i mantenir totes les textures a la memòria RAM principal del sistema informàtic. Aleshores, la majoria dels acceleradors passaven per la CPU per a la configuració del triangle i els càlculs de geometria, i després lliuraven les dades a la targeta per aplicar el mapeig de textures i el filtratge bilineal. Deixant aquestes dades a la memòria principal i donant a la targeta gràfica un canal d'alta velocitat per a les dades, es podria millorar el rendiment alhora que es redueix la quantitat total de memòria del sistema.